# Pomoleuctra
Pomoleuctra is een geslacht van steenvliegen uit de familie naaldsteenvliegen (Leuctridae). De wetenschappelijke naam van het geslacht is voor het eerst geldig gepubliceerd in 2001 door Stark & Kyzar.

## Soorten
Pomoleuctra omvat de volgende soorten:
- Pomoleuctra andersoni (Harper & Wildman, 1985)
- Pomoleuctra purcellana (Neave, 1934)